# Tunel Deboreč
Tunel Deboreč je ražený železniční dvoukolejný tunel na trase IV. železničního koridoru na trati Praha – České Budějovice pod vrchem Deboreč v okrese Benešov. Uveden do provozu byl 1. července 2022.

## Historie
V rámci modernizace IV. železničního koridoru byly v květnu 2018 zahájeny přípravné práce na stavbu tunelu. Dne 13. prosince 2018 byla zahájena ražba dvojkolejného železničního tunelu pod vrchem Deboreč na trati Benešov u Prahy – České Budějovice v úseku Votice–Sudoměřice. Tunel o délce 660 m byl proražen 11. února 2020. V červenci 2021 byly ukončeny hrubé stavební práce. V prosinci 2021 zbývalo dokončit elektroinstalaci a položit železniční svršek. Dne 2. dubna 2022 byla zahájena tříměsíční výluka na úseku Votice–Sudoměřice. Provoz na nové trati byl zahájen 1. července 2022 pouze po jedné koleji. K zahájení plnohodnotného dvojkolejného provozu došlo 1. září 2022.

## Geologie
Tunel se nachází v geomorfologické oblasti Středočeská pahorkatina, v celku Vlašimská pahorkatina s podcelkem Votická vrchovina s okrskem Miličínská vrchovina, v geologické jednotce Český masiv – moldanubikum.
Litologie: pod kvartérními sedimenty je pararula, místy migmatizovaná s intruzivními tělesy, které jsou zastoupené granitoidy (křemen, aplit, pegmatit), a vložky kvarcitů. Kvartérní sedimenty jsou tvořeny štěrkopísčitými sedimenty o mocnosti 1 až 3 m. V oblasti ražby se nachází zlomové pásmo (staničení TM 348–390,5). Mocnost nadloží tunelu se pohybuje v rozmezí 7 až 47 m.

## Ražba tunelu
Ražba probíhala Novou rakouskou tunelovací metodou na úseku dlouhém 562 m. Oba portály byly hloubené v délce 49 m a po dokončení budou obloženy gabiony. Hloubení vjezdového portálu bylo zahájeno v červenci 2018, výjezdového portálu v listopadu 2018. Ražba tunelu probíhala dovrchně od výjezdového (pražského) portálu
Příčný profil výrubu byl od 101,9 m² až po 119,5 m². Horizontální profil byl rozdělen na kalotu, jádro a počvu. Po odstřelu a mechanickém odklizení výrubu v kalotě bylo provedeno začištění líce výrubu a zastříkání nadvýrubu. Následovaly nástřiky betonu a instalace ocelových sítí primárního ostění v tloušťce od 150 do 400 mm. V jádru probíhala ražba střídavě z pravé a levé strany, aby byl zachován přístup na rampu kaloty. Po odstranění rubaniny bylo přistoupeno k odstranění patek kaloty a napojení na její ostění s následným zhotovením primárního ostění. Po vyražení kaloty a jádra byla odtěžována počva a provedena betonáž základových patek a dna tunelu. Délka záběru v kalotě byla 2,1 m, v jádru 4,2 m. Po vyražení tunelu bylo pomocí bednicího vozu provedeno definitivní ostění s mezilehlou izolací.

## Data
Tunel je dlouhý 660 m, částečně je v levém oblouku o poloměru 1402 m ve směru od Sudoměřic a částečně v rovném směru, sklon tunelu činí 11 ‰. Šířka 12,630 m, výška 9,815 m, výška kaloty 6,315 m, vnitřní poloměr definitivního ostění je 5,7 m. Po obou stranách ve vzdálenosti po 24 m jsou záchranné výklenky. Osová vzdálenost kolejišť je 4 m. Navrhovaná rychlost 160 km/h a 200 km/h.